# Derecik, Tavşanlı
Derecik là một xã thuộc huyện Tavşanlı, tỉnh Kütahya, Thổ Nhĩ Kỳ. Dân số thời điểm năm 2008 là 1.068 người.